# Горичів
Го́ричів — село в Україні, у Зимнівській сільській територіальній громаді Володимирського району Волинської області. Розташоване на лівому березі річки Луга
Населення становить 214 осіб. Кількість дворів (квартир) — 53. З них 1 новий (після 1991 р.).

## Історія
Багатошарове поселення доби бронзи та давньоруського періоду розташоване за 1 км на схід від села на пологих схилах берегів безіменного потічка (ліва притока річки Луги). Пам’ятка відкрита розвідкою В. Бучака 1984 року. Зібрані на площі понад 2 га фрагменти ліпної та гончарної кераміки, вироби із заліза, кременю і каменю належать до культури кулястих амфор, тшинецько-комарівської культури, лежницького типу, а також давньоруського часу ХІ–ХІІІ ст. Поселення доби бронзи виявлене О. Цинкаловським в 1936, 1937 рр. на піщаній дюні біля села. Розкопки не проводилися. Зібрано фрагменти ліпного посуду культури шнурової кераміки.
Село вперше згадується як Горѣчовъ у 1455 році.
У 1906 році — село Микулицької волості Володимир-Волинського повіту Волинської губернії. Відстань від повітового міста 8 верст, від волості 28. Дворів 44, мешканців 445.
14 серпня 2015 року село увійшло до складу новоствореної Зимнівської сільської громади; до цього підпорядковувалось Зимнівській сільській раді Володимир-Волинського району Волинської області.
12 червня 2020 року, відповідно до розпорядження Кабінету Міністрів України № 708-р «Про визначення адміністративних центрів та затвердження територій територіальних громад Волинської області», увійшло до складу Зимнівської сільської територіальної громади.
19 липня 2020 року, в результаті адміністративно-територіальної реформи та ліквідації  Володимир-Волинського району(1940—2020), село увійшло до новоутвореного Володимир-Волинського району (від 18 липня 2022 Володимирського).

## Населення
Згідно з переписом УРСР 1989 року чисельність наявного населення села становила 238 осіб, з яких 104 чоловіки та 134 жінки.
За переписом населення України 2001 року в селі мешкало 214 осіб.

### Мова
Розподіл населення за рідною мовою за даними перепису 2001 року:
| Мова       | Відсоток |
| ---------- | -------- |
| українська | 99,07 %  |
| російська  | 0,93 %   |

## Транспорт
У селі не прокладена залізниця. До міста Володимир курсує міський автобус № 10.

## Відомі люди
- Голяновський Руслан Вікторович (1982—2014) — солдат Збройних сил України, загинув у бою за Іловайськ (Донецька область).
- Андрощук Володимир Іванович — (1938—2004) — кінорежисер.